# Bănești (okręg Vâlcea)
Bănești – wieś w Rumunii, w okręgu Vâlcea, w gminie Nicolae Bălcescu. W 2011 roku liczyła 70 mieszkańców.